# Дейвид Розенфелт
Дейвид Розенфелт (на английски: David Rosenfelt) е американски сценарист и писател на произведения в жанра трилър.

## Биография и творчество
Розенфелт е роден през 1949 г. в Патърсън, Ню Джърси, САЩ. Има двама братя.
Завършва Нюйоркския университет. След дипломирането си се премества в Калифорния и работи във филмовия бизнес със съдействието на чичо си, който е президент на „Юнайтед Артистс“. Издига се до президент по маркетинга на компанията Tri-Star Pictures. В този период се жени и има две деца.
Като голям любител на кучета, през 1995 г. е съосновател със съпругата си на фондацията „Тара“, която е специализирана в защитата на бездомните кучета, предимно от породата „голдън ретривър“.
Докато работи във филмопроизводството, пише 12 сценария за игрални филми и 10 за телевизионни филми, но само няколко са екранизирани.
През 2000 г. решава да се обърне към литературата. През 2002 г. е издаден първият му трилър Open and Shut от емблематичната му поредица „Анди Карпентър“. Тъй като Розенфелт е работил много с адвокати и самият е любител на кучета, то и неговият главен герой също е адвокат по корпоративни дела и любител на кучета. Книгата става бестселър и той се посвещава на писателската си кариера.
Книгите на писателя са около 300 страници, имат около 15 глави, и около 40 сцени, което ги прави съвместими с използваните в киното и телевизията формати.
Дейвид Розенфелт живее със семейството си в Мейн.

## Произведения

### Самостоятелни романи
- Don't Tell a Soul (2008)
Не казвай на никого!, изд.: Рийдърс дайджест, София (2010), прев. Емилия Л. Масларова (в сборник със съкратени версии)
- Down to the Wire (2010)
- On Borrowed Time (2011)
- Heart of a Killer (2012)
- Airtight (2013)
- Without Warning (2014)

### Серия „Анди Карпентър“ (Andy Carpenter)
1. Open and Shut (2002)
2. First Degree (2003)
3. Bury the Lead (2004)
4. Sudden Death (2005)
5. Dead Center (2006)
6. Play Dead (2007)
7. New Tricks (2009)
8. Dog Tags (2010)
Адвокатът с кучето, изд.: ИК Бард, София (2012), прев. Венцислав Божилов
9. One Dog Night (2011)
10. Leader of the Pack (2012)
11. Unleashed (2013)
12. Hounded (2014)
13. Who Let the Dog Out? (2015)
14. Outfoxed (2016)
15. The Twelve Dogs of Christmas (2016)
16. Collared (2017)
17. Rescued (2018)
18. Deck the Hounds (2018)
19. Bark of Night (2019)

### Серия „Дъг Брок“ (Doug Brock)
1. Blackout (2016)
2. Fade to Black (2018)
3. Black and Blue (2019)

### Документалистика
- Dogtripping (2013)
- The Puppy Express (2014)
- Lessons from Tara (2015)

### Екранизации
- 1996 To Love, Honor and Deceive – ТВ филм, история, продуцент
- 2000 Омагьосан кръг, Deadlocked – ТВ филм, история и сценарий
- 2005 Deadly Isolation – ТВ филм, история